# 吊竹梅
吊竹梅（学名：Tradescantia zebrina），又名吊竹草、水龜草，鴨跖草科紫万年青属下多年生常綠蔓生草本植物。原生於墨西哥與中美地帶，如今在亞洲、非洲、澳洲、南美洲等地都已普及。台灣於1909年引進，全島各地普遍栽培，並馴化成野生；喜生於溪邊，路旁陰濕地。吊竹梅因適宜吊盆栽植，因而得名。

## 用途

### 園藝觀賞
吊竹梅的觀賞重點在於它美麗多彩的葉子。銀灰色系至灰綠色系的葉片上佈有各種色調的紫色系斑紋，非常耀眼。

### 藥用
全草有毒，但具藥用價值。水龜草在新加坡等地被用作醫療腎臟衰竭等病狀。

## 栽培
吊竹梅生命力強健，性喜高溫潮溼的環境，全日照或是半日照都能生長。
吊竹梅的蔓性莖可以沿著地面匍匐生長，每一莖節都能長出根來。一般使用扦插法繁殖。

## 圖片

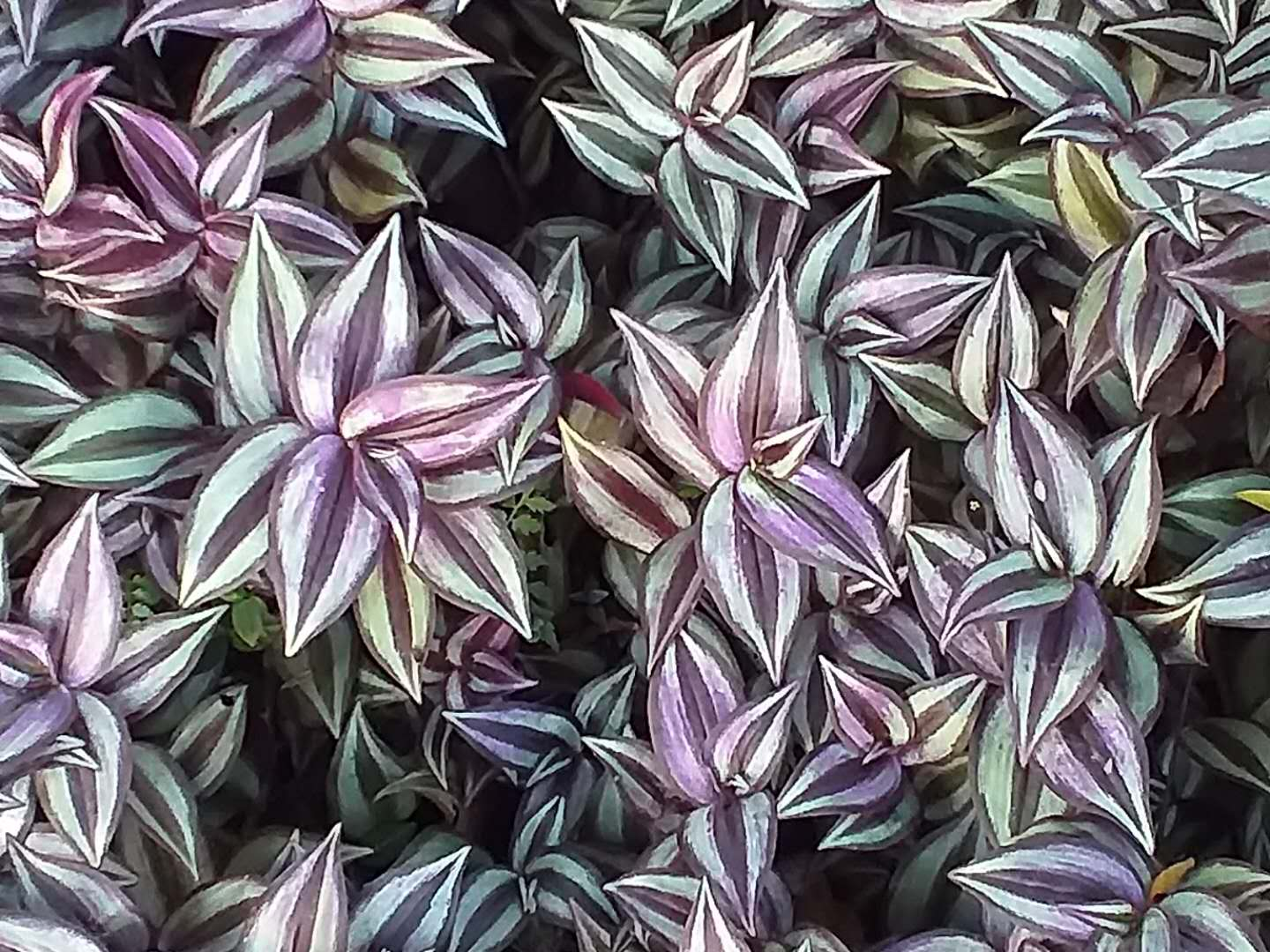
富於變化的色澤
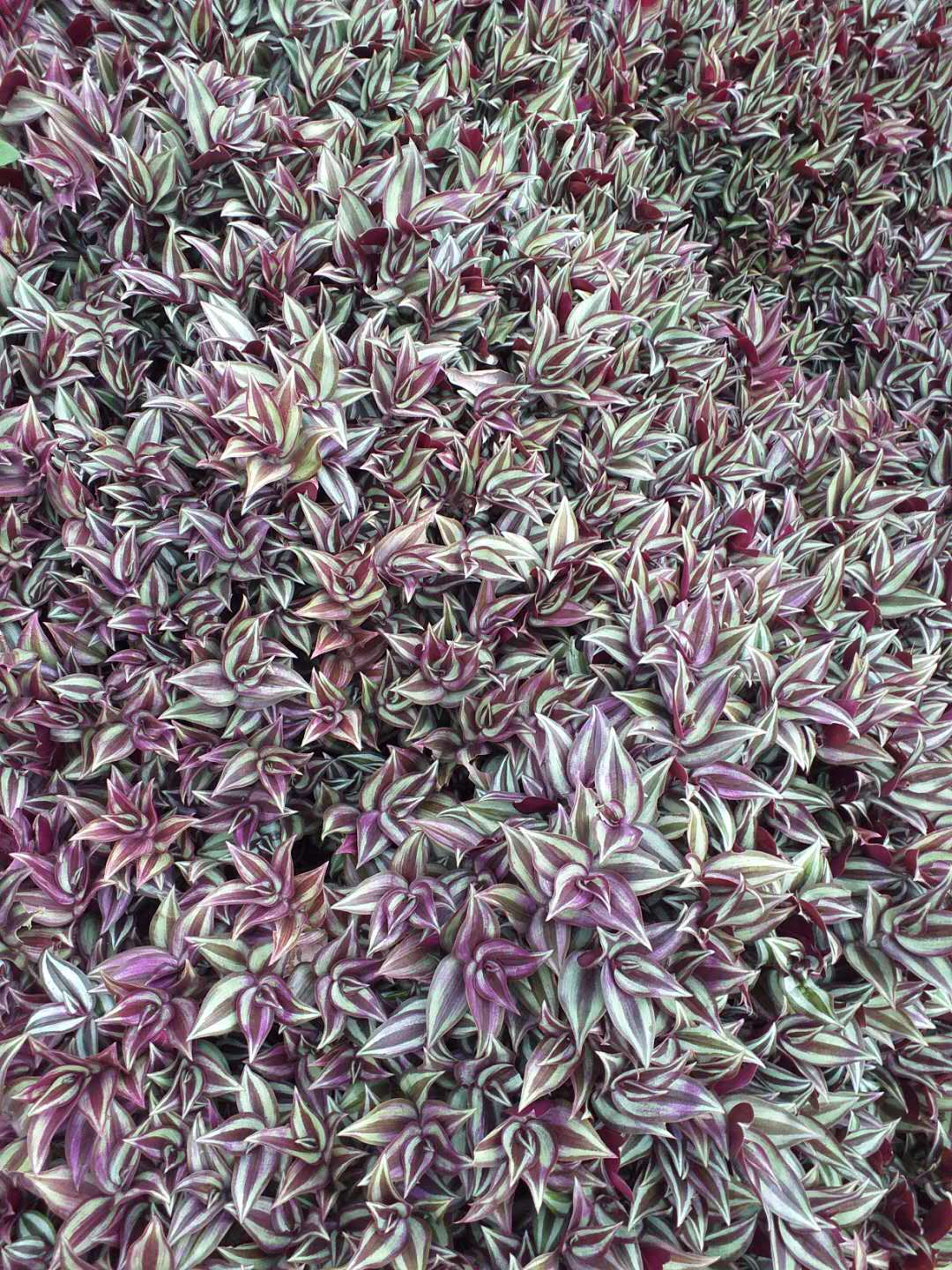
如巨型花的葉
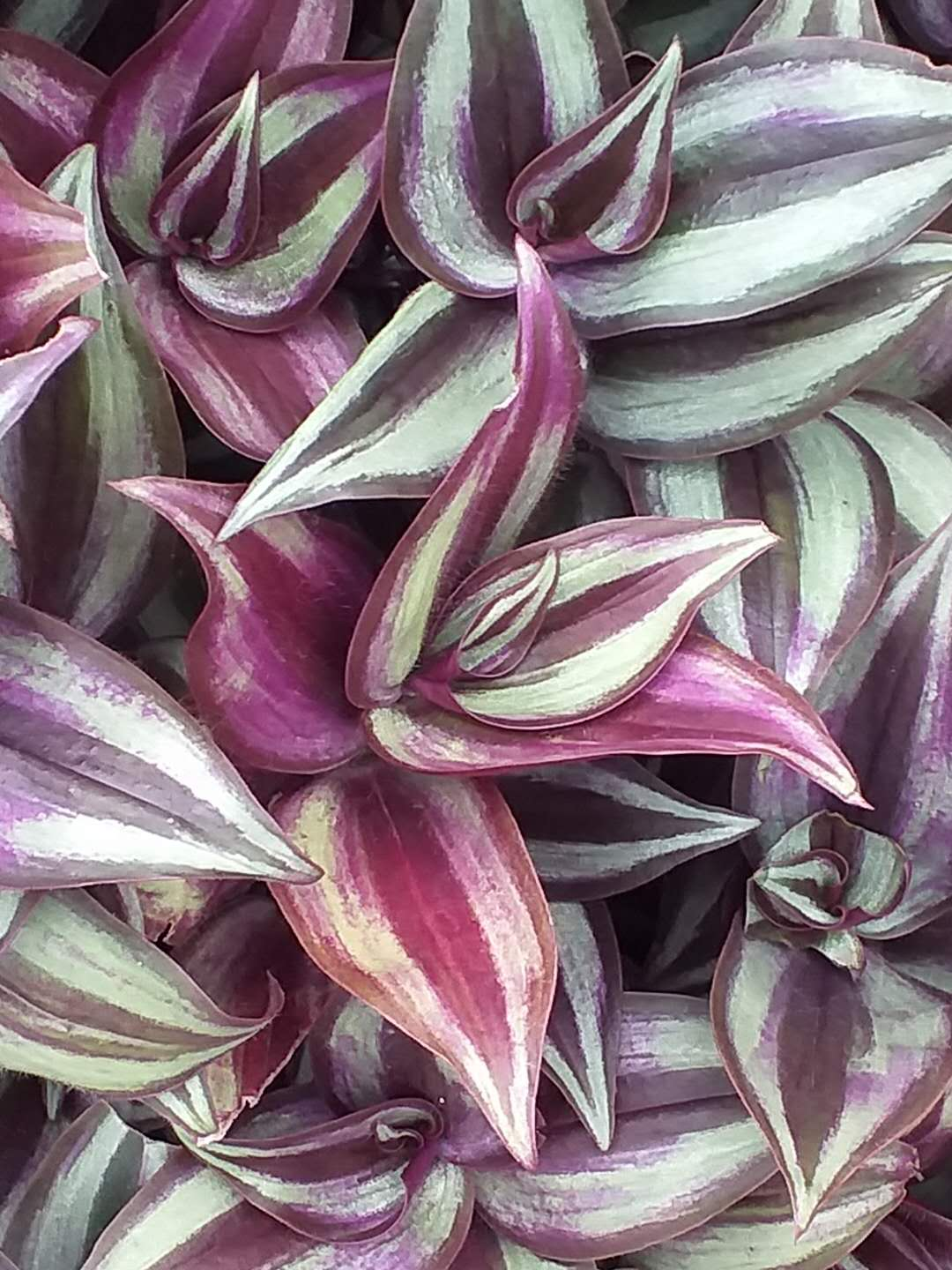
如花的葉
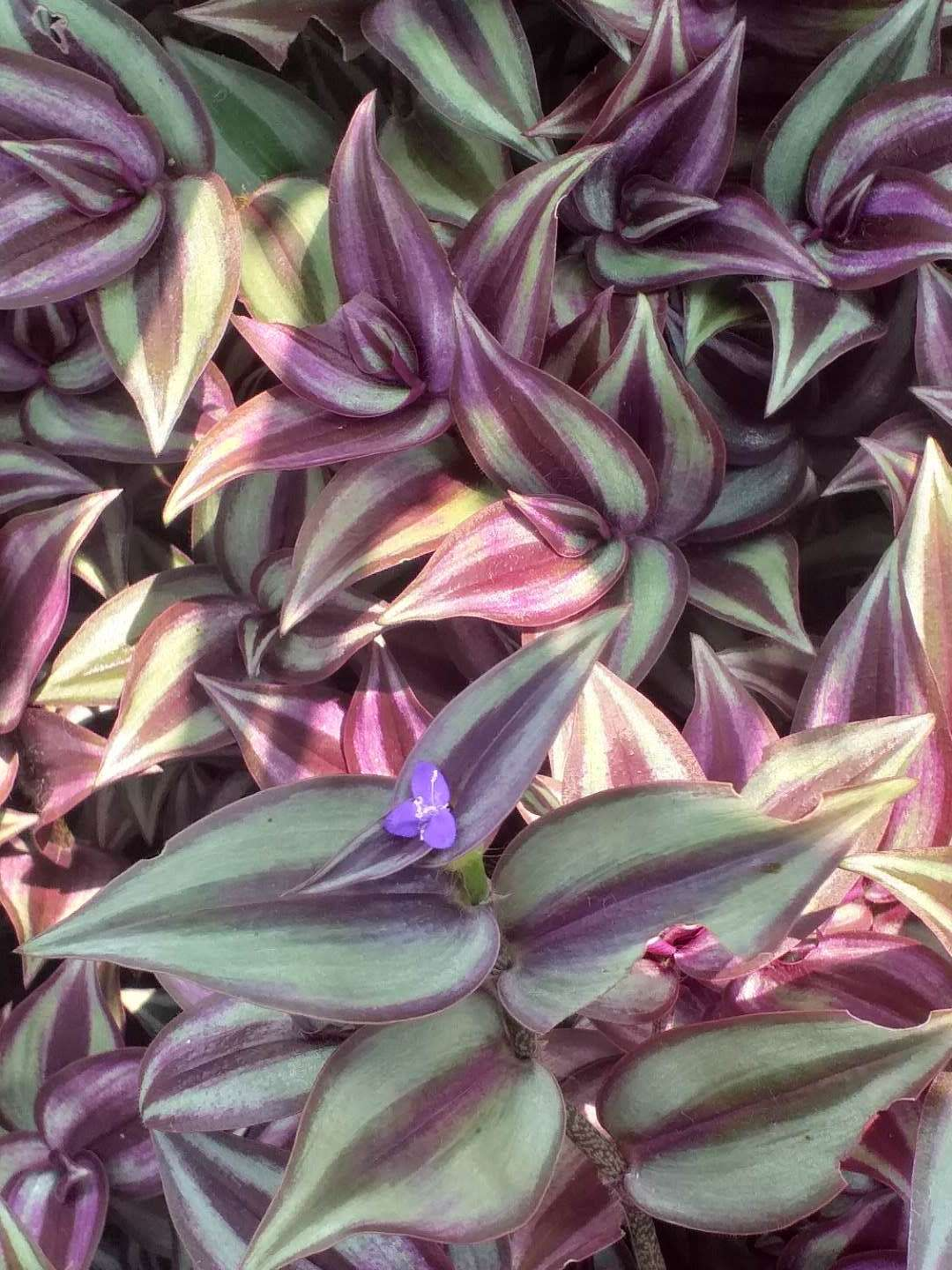
小花
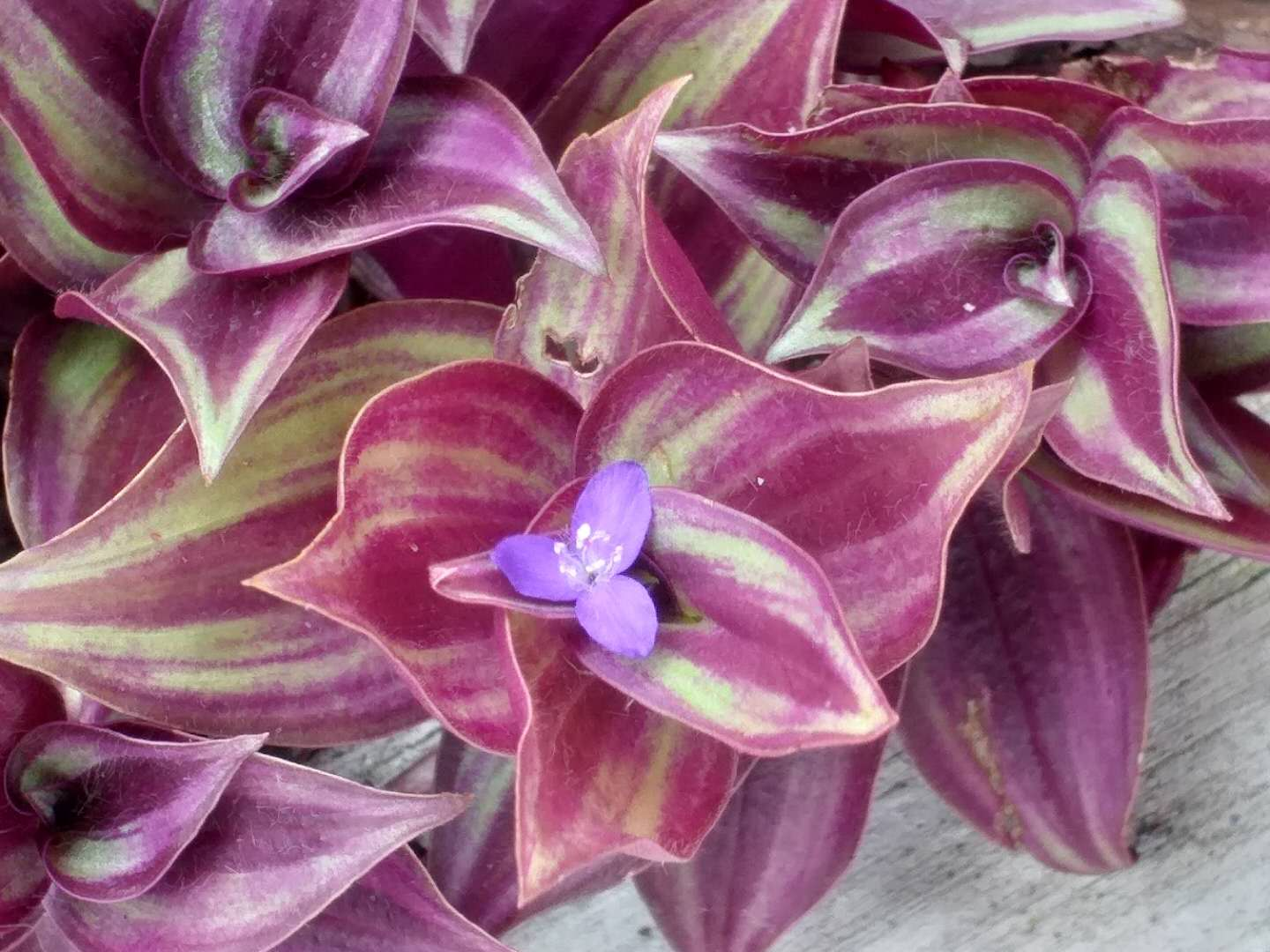
小花

## 外部連結
- Standard Data Report: Tradescantia zebrina （页面存档备份，存于） - Integrated Taxonomic Information System
- Taxonomy Browser: Tradescantia zebrina （页面存档备份，存于） - National Center for Biotechnology Information (US National Institutes of Health)
- Desert Tropicals （页面存档备份，存于） - Informational database on common gardening plants, based out of Phoenix, Arizona, USA